# Aeródromo Almirante Schroeders
El Aeródromo Almirante Schroeders (OACI: SCDW) es un terminal aéreo de la Isla Dawson, Provincia de Magallanes, Región de Magallanes y de la Antártica Chilena, Chile. Es de propiedad pública.